# 샤 모스크
샤 모스크(페르시아어: مسجد امام)는 엷은 파란색 타일로 멋지게 장식된 이슬람교 시아파 성원(聖院)으로 18,000,000개의 벽돌과 472,500개의 타일로 장식된 이란 건축 예술의 걸작품이다. 샤 성원(Shah Mosque)이라 불렸던 황실의 성원으로 아바스 황제에 의해 1612년 건설 시작하여 정문을 먼저 만들었고 아바스 황제가 완공을 보지 못하고 죽었지만 26년 동안 작업해 1638년 완공되었다. 30m의 으리으리한 정문, 높이 54m의 중앙 돔, 42m의 첨탑, 내부의 타일 장식과 사원의 거대한 규모가 사파비 왕조의 건축 양식을 확연히 보여준다. 이곳은 메카를 향해 세워져 방향이 틀어져 있고 빛에 따라 돔의 타일색이 변화하며 돔 중앙의 회색빛 돌위에서 바닥을 두들기거나 박수를 치면 7번의 울림을 경험하게 된다고 한다. 양쪽으로 난 홀과 돔의 공간이 성원의 음향 시설 역할을 한다.

## 같이 보기
- 체헬 소툰